# Dème de Tymphée
Le dème de Tymphée, en grec moderne : Δήμος Τύμφης / Dímos Týmfis, est un ancien dème du district régional d'Ioánnina, en Épire, Grèce. Depuis 2010, il est fusionné au sein du dème de Zagóri.
Selon le recensement de 2011, la population du dème compte 862 habitants.